# Malena (album)
Malena je šesti studijski album đakovačkog tamburaškog sastava Slavonske Lole, kojeg diskografska kuća Croatia Records objavljuje 2001. godine.

## O albumu
Album sadrži 12 skladbi koje su snimane u studijima "Mak" (Gradište), "Bubingo" (Višnjevac) i "Ivančica" (Požega). Ton majstori bili su Branimir Jovanovac, Antonio Krupilnicki, Tomislav Jakobović i Željko Bošković.
Radi suradnje s Hrvatskim radiom i objavljivanja albuma Ličke narodne pjesme, izdavanje je odgođeno na godinu dana. Osam skladbi s albuma izvedeno je na festivalima "Zlatne žice Slavonije" u Požegi i "Brodfest" u Slavonskom Brodu.

## Popis pjesama
| Br. | Skladba                               | Autor                                               | Trajanje |
| --- | ------------------------------------- | --------------------------------------------------- | -------- |
| 1.  | »Malena«                              | Veljko Valentin Škorvaga/Mario Zbiljski             |          |
| 2.  | »Slavonijo, volim te«                 | Mario Vestić/Mario Zbiljski                         |          |
| 3.  | »Pismo kumu Tuni«                     | Mario Mihaljević/Mario Zbiljski                     |          |
| 4.  | »Cijeli život njeno ime«              | Franjo Ivić Vlado Tančik Mario Zbiljski             |          |
| 5.  | »Šta kog briga«                       | Krešimir Bogutovac Stipa/Mario Zbiljski             |          |
| 6.  | »Bušarac« (narodna)                   |                                                     |          |
| 7.  | »Samo nebo zna«                       | Zdravko Šljivac Terezija Buba Bognar Mario Zbiljski |          |
| 8.  | »Oj Marija, Marija«                   | Karlo Oršolić/Mario Zbiljski                        |          |
| 9.  | »Hrvatski lovče dobra ti kob«         | Marijan Jergović Rajko Stilinović Mario Zbiljski    |          |
| 10. | »Di su dado kola stara«               | Krešimir Bogutovac Stipa Ivan Šarić Mario Zbiljski  |          |
| 11. | »Ponoći«                              | Branimir Jovanovac                                  |          |
| 12. | »Davorski pokladni bećarac« (narodna) |                                                     |          |

## Izvođači
- Darko Ergotić - vokal, prim
- Mario Zbiljski - basprim
- Goran Živković - harmonika
- Marko Živković - kontra
- Saša Ivić Krofna - bas

## Vanjske poveznice
- Službene stranice sastava  Arhivirana inačica izvorne stranice od 18. veljače 2010. (Wayback Machine) - Diskografija
- Diskografija.com - Malena